# Zinek
Zinek (chemická značka Zn, latinsky zincum) je měkký lehce tavitelný kov, používaný člověkem již od starověku. Slouží jako součást různých slitin, používá se při výrobě barviv a jeho přítomnost v potravě je nezbytná pro správný vývoj organismu.

## Základní fyzikálně-chemické vlastnosti

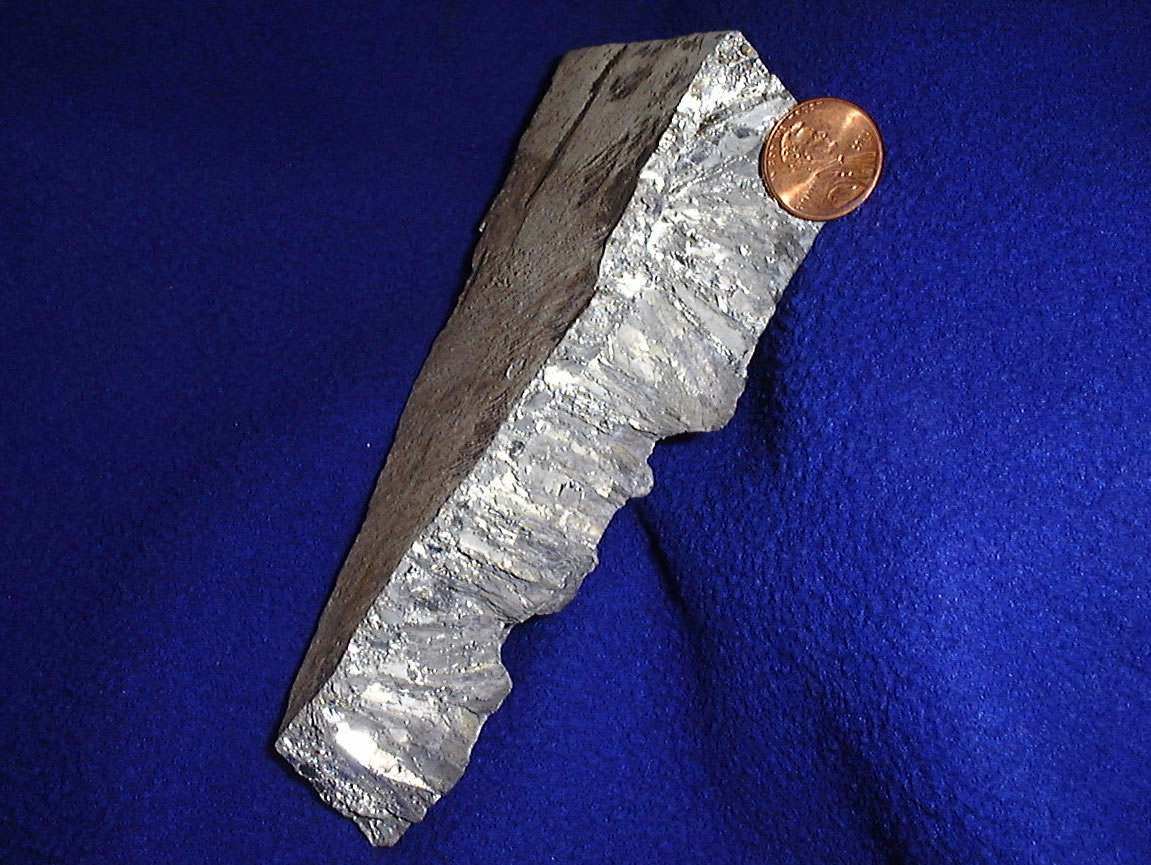
Kovový zinek

Zinek je modrobílý[zdroj?] kovový prvek se silným leskem, který však na vlhkém vzduchu ztrácí. Zinek krystaluje v nejtěsnějším hexagonálním uspořádání. Za normální teploty je křehký, v rozmezí teplot 100–150 °C je tažný a dá se válcovat na plech a vytahovat na dráty, nad 200 °C je opět křehký a dá se rozetřít na prach. Zinek je velmi snadno tavitelný a patří k nejsnáze těkajícím kovům. Tepelná vodivost zinku je 61–64 % a elektrická vodivost 27 % vodivosti stříbra. Při teplotách pod 0,875 K je supravodivý. Patří mezi přechodné prvky, které mají valenční elektrony v d-sféře. Ve sloučeninách se nejčastěji vyskytuje v oxidačním čísle II, ale známe i sloučeniny, kde je zinek v oxidačním čísle I. Ty obsahují ionty Zn 2+
2  a je nutno je stabilizovat stericky objemnými ligandy.
V silných minerálních kyselinách se zinek velmi ochotně rozpouští za vývoje plynného vodíku. Na vzduchu je zinek stálý, protože se rychle pokryje tenkou vrstvičkou oxidu, která jej účinně chrání proti korozi vzdušným kyslíkem i vlhkostí (vodou) – tzv. pasivace. Zinek se ale také rozpouští v roztocích hydroxidů, vodném amoniaku a za tepla také v chloridu amonném, což je projevem jeho amfoterity (rozpouštění v kyselinách i hydroxidech). Pokud je zinek ve velmi čistém stavu, rozpouštění v kyselinách ani hydroxidech neprobíhá nebo probíhá velmi pomalu.
Zinek na vzduchu při zahřátí hoří jasně svítivým modrozeleným plamenem, přičemž vzniká bílý oxid zinečnatý. Za červeného žáru se zinek oxiduje také vodní parou a oxidem uhličitým, který se redukuje na oxid uhelnatý. S halogeny reaguje zinek velmi neochotně a pouze za přítomnosti vlhkosti. Sulfan působí na zinek za normální teploty a vzniká tak sulfid zinečnatý. Za tepla se zinek slučuje také se sírou a fosforem. S elementárním dusíkem, vodíkem a uhlíkem se neslučuje vůbec, ale s amoniakem tvoří za vysokých teplot nitrid zinečnatý. S velkým množstvím kovů je zinek neomezeně mísitelný a tvoří slitiny a s některými tvoří dokonce sloučeniny.

## Historický vývoj
První použití zinku lze datovat ve starověku, kdy se používal ve slitině s mědí jako mosaz a to již ve starověkém Egyptě okolo roku 1400 př. n. l. nebo Homérově době. Mosaz se získávala tavením mědi se zinkovou rudou, kterou Řekové označovali jako cadmia – časem se z tohoto názvu vyvinul název kalamín, což je nejstarší známá zinková ruda.
Čistý zinek se podařilo pravděpodobně poprvé připravit ve 13. století v Indii. Odtud se tato znalost přenesla do Číny, kde se v období dynastie Ming v letech 1368–1644 používaly zinkové mince. V Evropě nebyla výroba zinku známa, a proto se zinek v 17. a 18. století dovážel z Číny loděmi nizozemské Východoindické společnosti.
První výroba zinku v Evropě započala na začátku 18. století v Anglii v oblasti Bristolu. Velmi rychle se započalo s výrobou také ve Slezsku a Belgii. Původ slova zinek není sice úplně jasný, ale nejčastější domněnka je, že byl odvozen od německého slova Zinke (v překladu „bodec“ nebo „zub“) a to podle vzhledu kovu.

## Výskyt

Procentuální produkce zinku v roce 2006 podle zemí

V zemské kůře je zinek poměrně bohatě zastoupen. Průměrný obsah činí kolem 100 mg/kg, čemuž odpovídá 76 ppm (parts per milion = počet částic na 1 milion částic). Tímto rozšířením v zemské kůře se řadí k prvkům jako je rubidium (78 ppm) a měď (68 ppm). I v mořské vodě je jeho koncentrace značně vysoká – 0,01 miligramu v jednom litru. Předpokládá se, že ve vesmíru připadá na jeden atom zinku přibližně 100 milionů atomů vodíku.
Hlavním minerálem a rudou pro průmyslovou výrobu zinku je sfalerit neboli blejno zinkové ZnS, v přírodě se v malém množství vyskytuje také další minerál se složením ZnS, avšak v jiné krystalové modifikaci známý jako wurtzit. Dalšími minerály zinku jsou smithsonit neboli kalamín uhličitý ZnCO3, kalamín křemičitý Zn2SiO4·H2O, willemit Zn2SiO4, troosit (Zn,Mn)2SiO4, zinkit neboli červená ruda zinková ZnO, franklinit (Zn,Mn)O·Fe2O3, zinečnatý spinel ZnO·Al2O3 a hemimorfit Zn4Si2O7(OH)2. Vzácně se v přírodě můžeme setkat i s elementárním, kovovým zinkem.
Velká naleziště zinkových rud, zejména sfaleritu a smithsonitu, se nachází v Kanadě, Spojených státech amerických a v Austrálii. Malá množství zinku bývají také přimíšena v železných rudách a při zpracování rud železa ve vysoké peci se hromadí v podobě zinkového prachu z kychtových plynů. Může to být 30 % i více, a proto se pro výrobu zinku vychází i z tohoto materiálu.

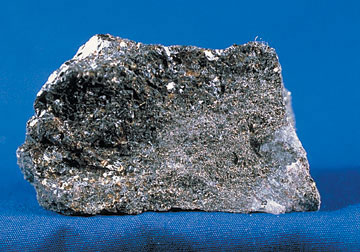
Sfalerit, ZnS
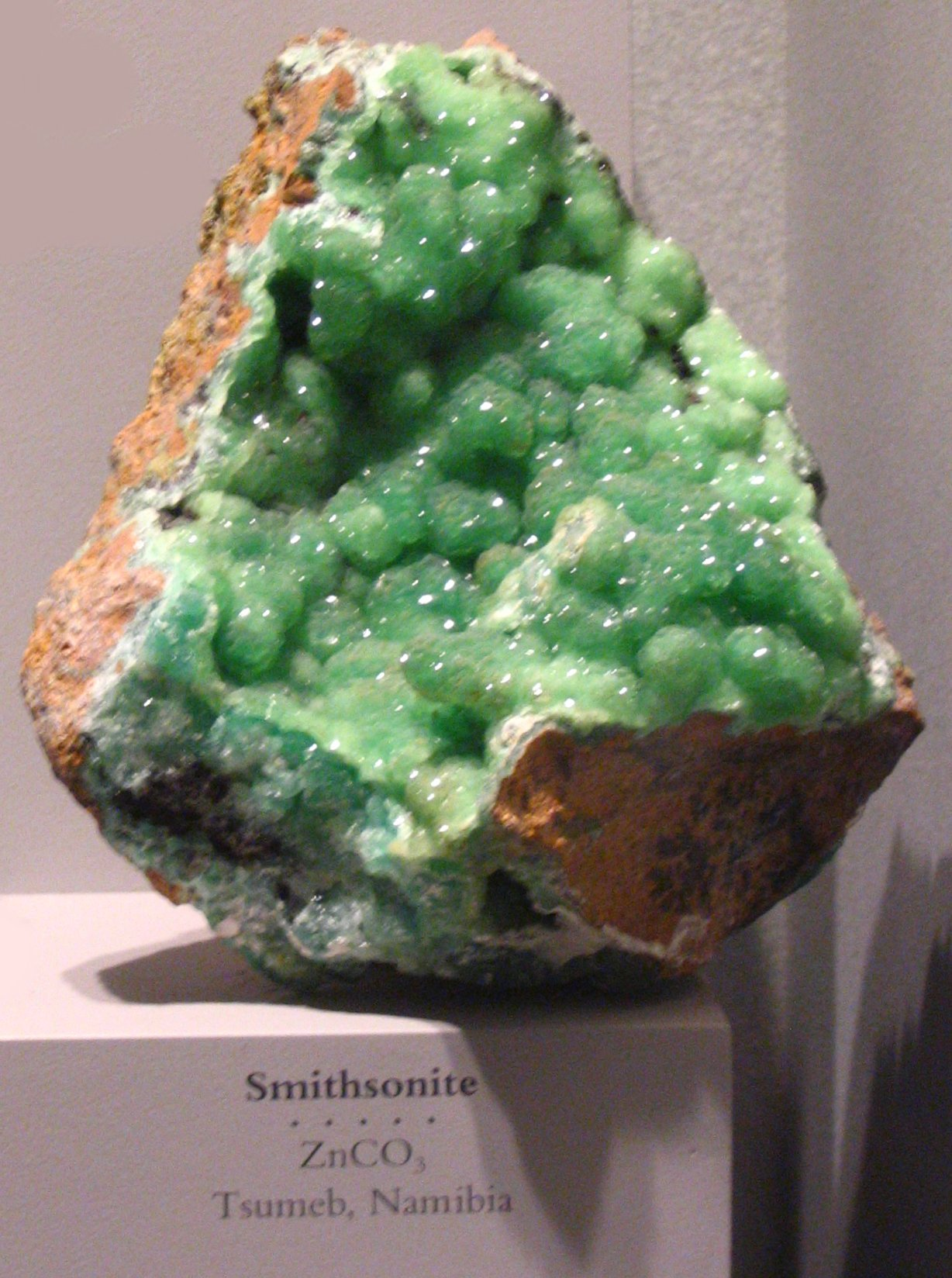
Smithsonit, ZnCO3
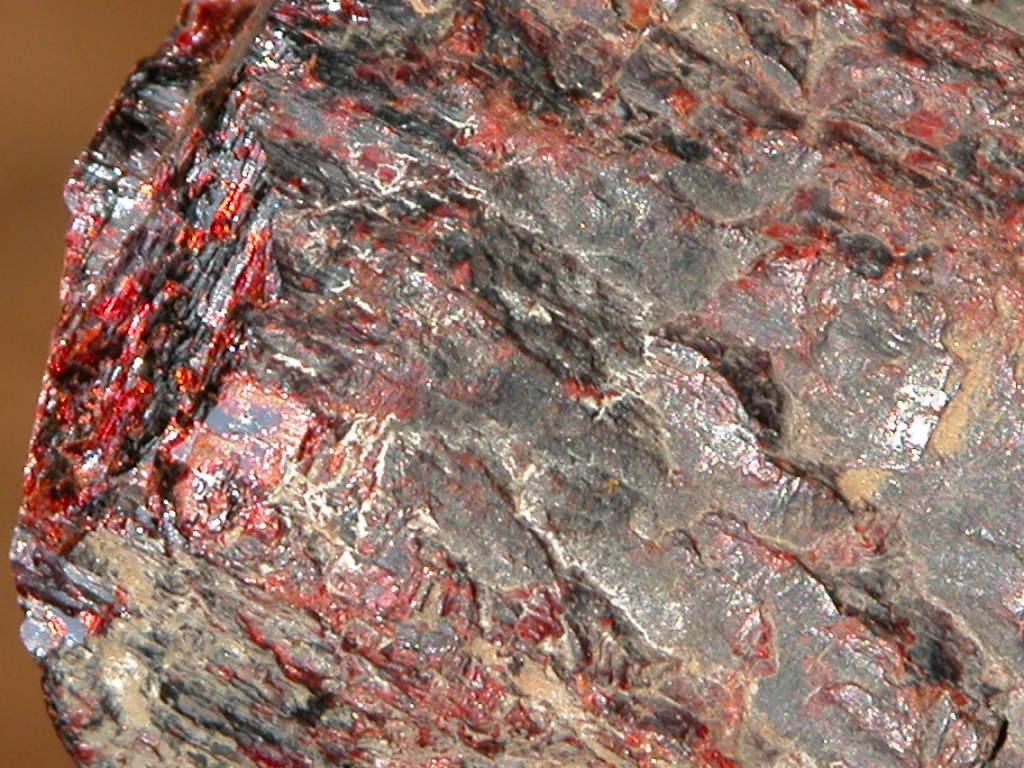
Zinkit, ZnO

## Výroba
Zinek se z 90 % vyrábí ze svých sulfidických rud. Proces výroby začíná koncentrací rudy sedimentačními nebo flotačními technikami a následným pražením rudy za přístupu kyslíku.
2 ZnS + 3 O2 → 2 ZnO + 2 SO2
Vznikající oxid siřičitý se přitom obvykle zachycuje a používá následně pro výrobu kyseliny sírové. Oxid zinečnatý se dále zpracovává elektrolyticky nebo tavením s koksem.
Při elektrolytickém způsobu se oxid zinečnatý rozpouští v kyselině sírové a z výluhu se cementací zinkovým prachem získává kadmium. Roztok síranu zinečnatého se elektrolyzuje a kov s čistotou 99,95 % se vylučuje na hliníkové katodě.
Redukce oxidu zinečnatého koksem se dříve prováděla v soustavě horizontálních retort s vnějším ohřevem a pracovaly vsádkovým způsobem. Časem byly nahrazeny kontinuálně pracujícími vertikálními retortami, které měly někdy elektrické vyhřívání. Ani jeden z těchto dvou procesů nemá takovou termickou účinnost jako má vysoká pec, ve které spalování paliva pro zahřívání probíhá ve stejném prostoru jako redukce oxidu. Problém při výrobě zinku tímto způsobem je v tom, že redukce oxidu zinečnatého uhlíkem neprobíhá pod teplotou varu zinku. Navíc při následném ochlazení par zinku dochází k reakci těchto par s oxidem uhličitým za vzniku oxidu zinečnatého a oxidu uhelnatého. Teprve v padesátých letech dvacátého století se podařilo vyrobit takovou vysokou pec, která dokázala zvládnout problém výroby. Zinkové páry, které opouští vrchol pece jsou tak rychle schlazovány a rozpouštěny zkrápěným olovem, že zpětná oxidace na oxid zinečnatý je minimální. Zinek se následně odděluje jako kapalina s 99 % čistotou. Poté je rafinován vakuovou destilací, čímž se získá 99,99 % čistý zinek.
2 ZnO + C → 2 Zn + CO2
Světová produkce zinku je stálá a pohybuje se kolem 6 milionů tun za rok. Zinek je po železe, mědi a hliníku čtvrtým nejvíce průmyslově vyráběným kovem. Nejvíce rudy se vytěží v Kanadě, ale většina se zpracovává jinde.

## Využití

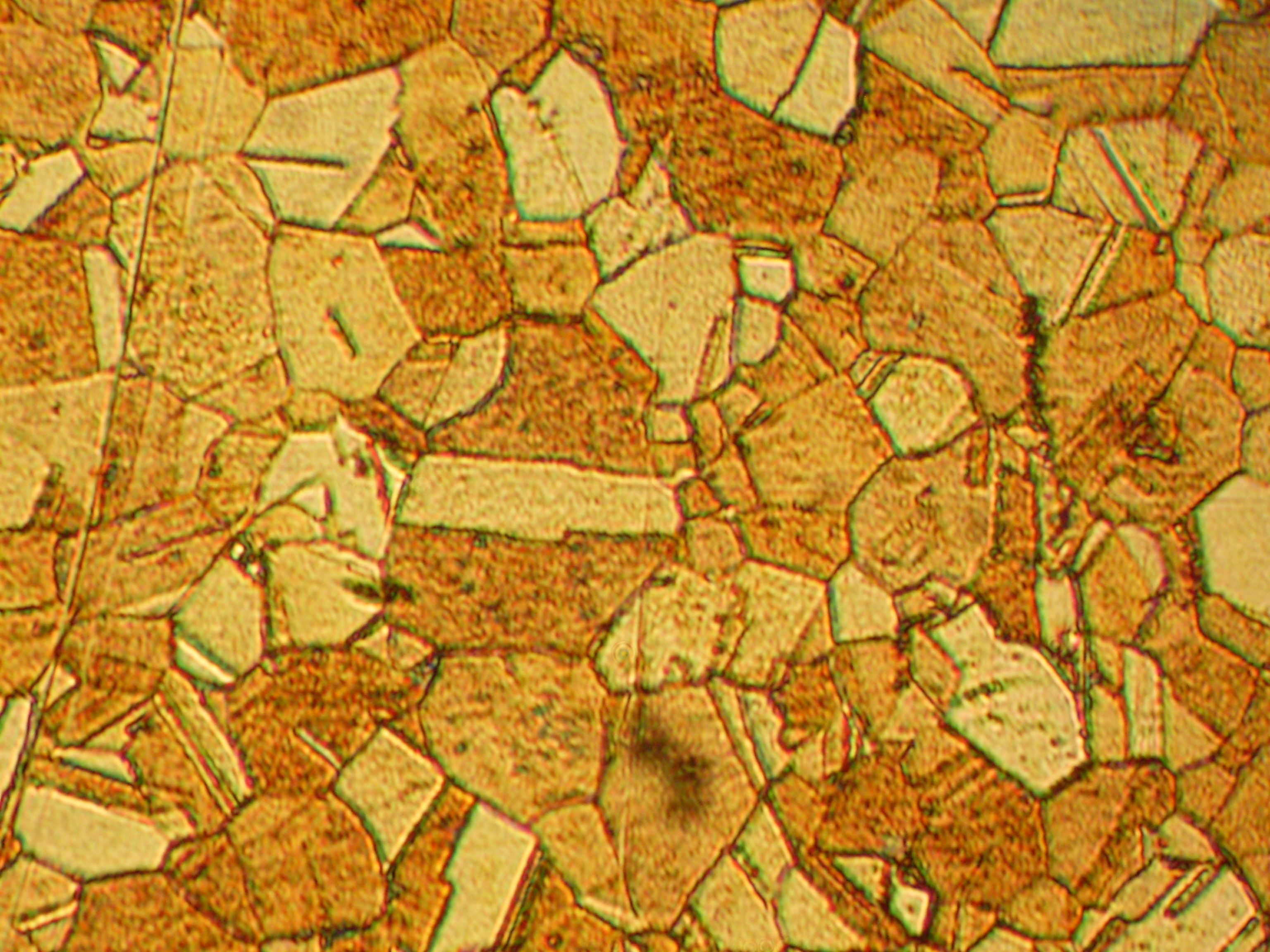
Struktura mosazi zvětšená 400×

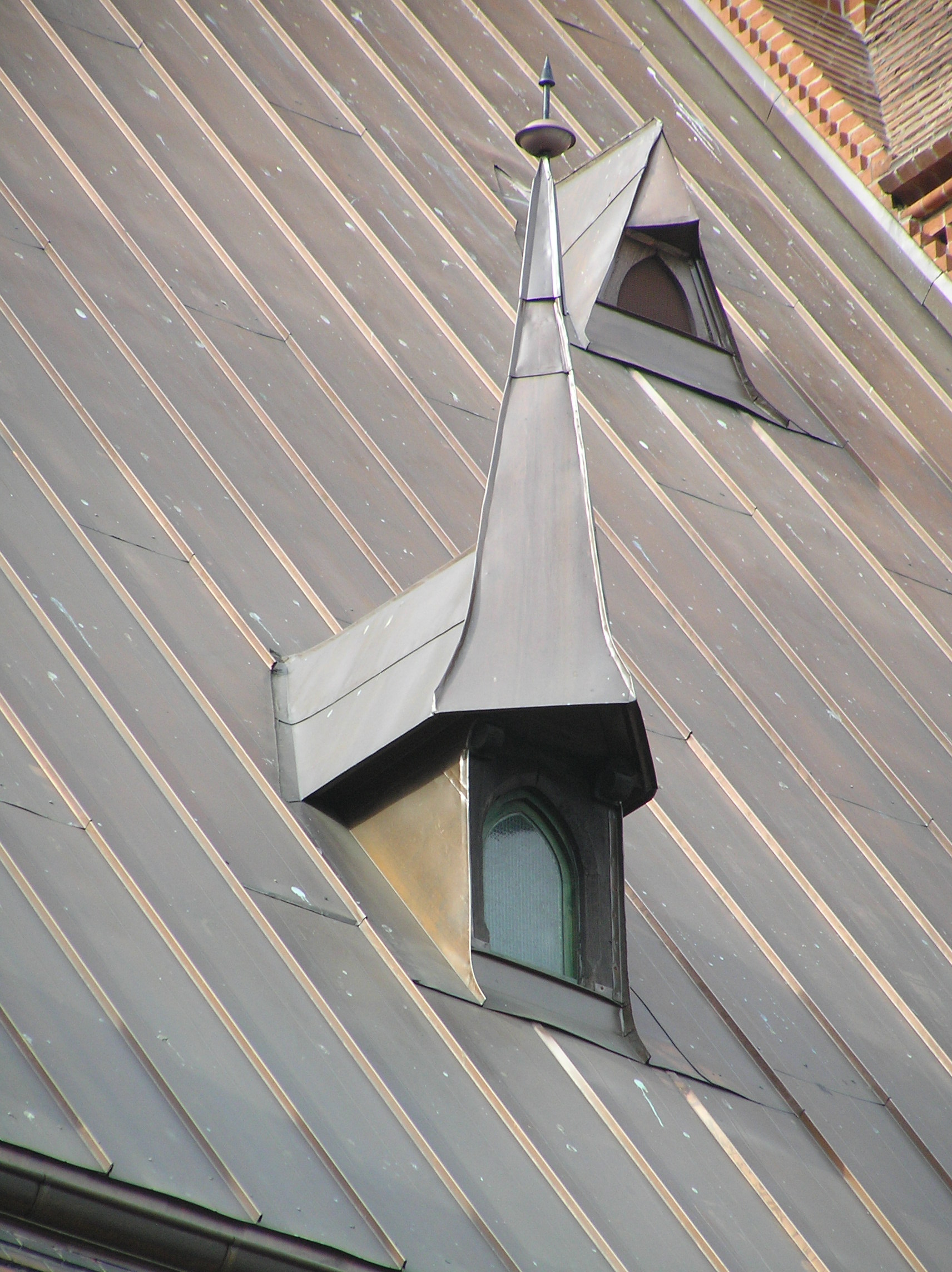
Střecha pokrytá pozinkovaným plechem

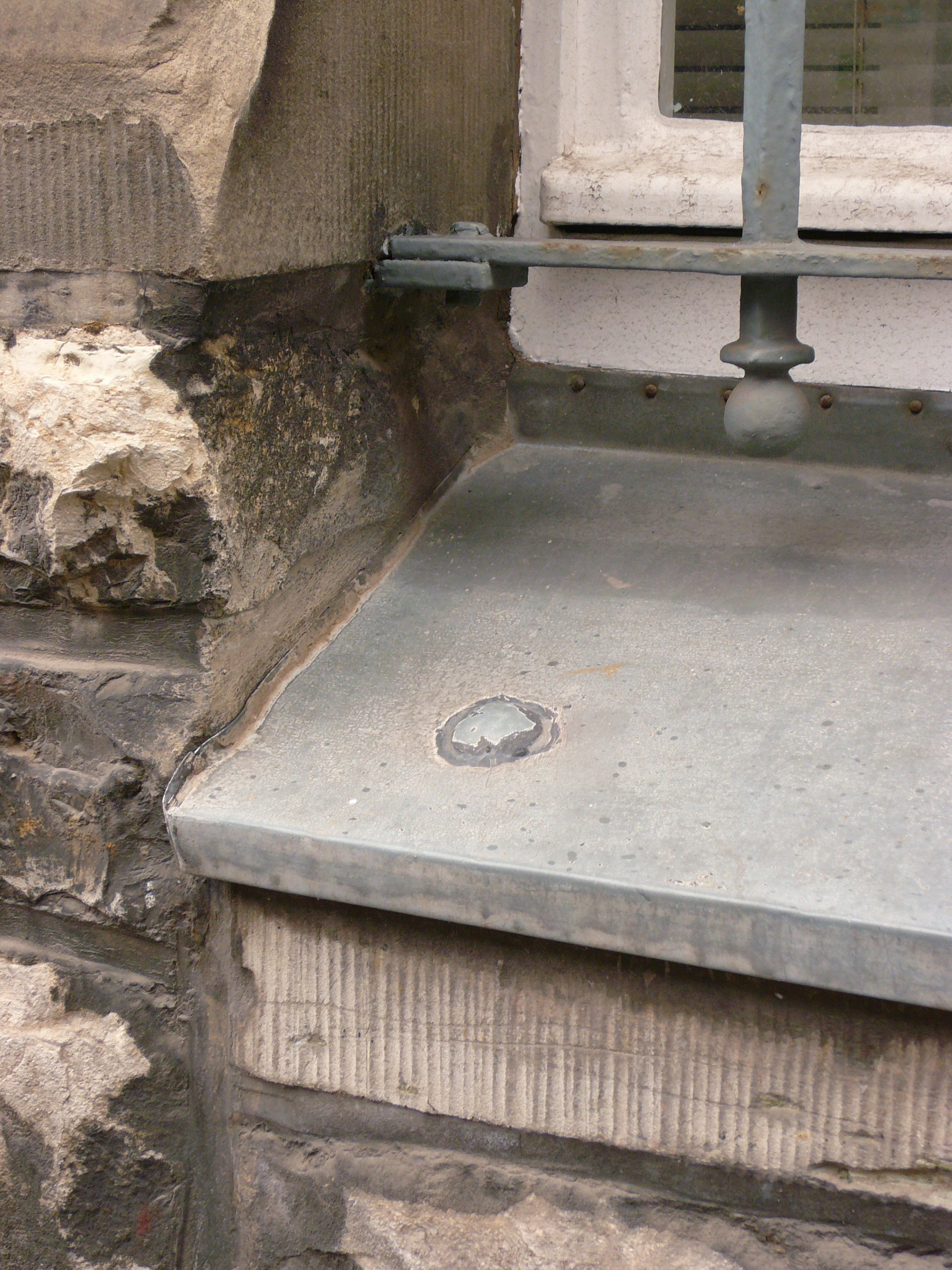
Parapet pokrytý pozinkovaným plechem

Elementární zinek nachází významné uplatnění jako antikorozní ochranný materiál především pro železo a jeho slitiny. Pozinkovaný železný plech se vyrábí řadou postupů, nejčastější je galvanické pokovování, postřikování, napařování nebo žárové nanášení tenkého povlaku zinku.
Zinek má velmi dobré vlastnosti pro výrobu odlitků – díky výborné zatékavosti vyplňuje roztavený zinek dokonale odlévací formu. Vyrábí se tak kovové součástky, které jsou dobře odolné vůči atmosférickým vlivům (v suchu nekorodují, ale ve vlhku výrazně), ale nemusejí snášet výrazné mechanické namáhání, protože zinek je mechanicky velmi málo odolný. Příkladem mohou být některé části motorových karburátorů, kovové ozdoby, okenní kliky, konve, vědra, vany, střešní okapy, střechy, obkládání nádrží, skříní, ledniček apod.
Titanzinkový plech na střechy je slitina zinku s cca 0,3 % titanu.
Poměrně významné místo patřilo zinku ve výrobě galvanických článků (a jejich baterií). Dodnes je běžně užíván zinko-uhlíkový článek. V této oblasti se ale stále více využívají jiné principy, které pracují s jinými prvky, zejména niklem a lithiem.
Ze slitin zinku je nejvýznamnější slitina s mědí – bílá a červená mosaz. Prakticky se využívá řady různých mosazí s odlišným poměrem obou kovů, které se liší jak barvou tak mechanickými vlastnostmi – tvrdostí, kujností, tažností i odolností proti vlivům okolního prostředí. Obecně se mosaz oproti čistému zinku vyznačuje výrazně lepší mechanickou odolností i vzhledem. Bílá mosaz se skládá z 85 % zinku, 5 % hliníku a 10 % mědi. Dalšími významnými slitinami jsou různé druhy bronzu – například se složením 88 % cínu, 6 % hliníku a 6 % mědi a slitina zelco, která má složení 83 % zinku, 15 % hliníku a 2 % mědi.
Zinek se v menší míře používá i při výrobě klenotnických slitin se zlatem, stříbrem, mědí a niklem. Využívá se ho také k srážení zlata vyluhovaného kyanidem a v hutnictví k odstříbřování olova – tzv. parkesování.
Další využití zinku je při výrobě závaží pro vyvažování automobilových kol jako náhrada za toxické olovo.
Mnoho ze sloučenin zinku se využívá jako nátěrové barvy. K nejznámějším patří lithopon, což je směs sulfidu zinečnatého a síranu barnatého a zinková běloba, což je jemně práškovaný oxid zinečnatý. Další známá barva je jemně práškované zinkové blejno, chemicky sulfid zinečnatý ZnS, který se používá jako antikorózní nátěr na železo, například se s ním natírají mosty a části strojů.
Ze zinku se také razily mince (zejména za válečných období) – Protektorátní 10–, 20–, 50haléře a 1koruny a některé říšské pfennigy.

## Sloučeniny
Ve svých sloučeninách se zinek vyskytuje vždy jako kladně dvojmocný zinečnatý kation. Sloučeniny zinku jsou bezbarvé (bílé), pokud není anion vázaný k zinečnatému kationu barevný.

### Anorganické sloučeniny

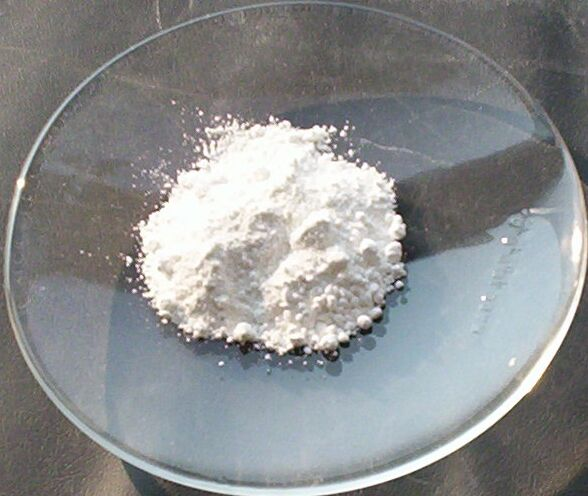
Oxid zinečnatý

Většina zinečnatých sloučenin je ve vodě rozpustných. Nerozpustné jsou především zásadité soli, které se z velké části rozpouští ve vodném roztoku amoniaku na komplexní aminosloučeniny nebo v nadbytečném množství hydroxidu na hydroxozinečnatany.
- Oxid zinečnatý ZnO je bílá práškovitá látka, nerozpustná ve vodě, rozpouští se v zředěných kyselinách a roztocích hydroxidů. V přírodě se nachází jako nerost zinkit. Používá se jako netoxický bílý pigment při výrobě barviv známých jako zinková běloba. Slouží také jako plnicí prostředek při výrobě vulkanizovaného kaučuku a nachází uplatnění i v keramickém a sklářském průmyslu při výrobě speciálních chemicky odolných skel a glazur nebo emailů. Oxid zinečnatý se dá připravit termickým rozkladem hydroxidu zinečnatého, uhličitanu zinečnatého nebo dusičnanu zinečnatého, ale průmyslově se připravuje spalováním zinku.
- Hydroxid zinečnatý Zn(OH)2 je bílá práškovitá látka, nerozpustná ve vodě, rozpustná v roztocích zředěných kyselin, koncentrovanějších roztocích alkalických hydroxidů, vodném roztoku amoniaku a částečně se rozpouští také ve vodných roztocích amonných solí. Hydroxid zinečnatý se vyskytuje v 5 krystalických modifikacích, z nichž za normální teploty je stabilní pouze jedna. Hydroxid zinečnatý se připravuje srážením rozpustných zinečnatých solí rozpustným alkalickým hydroxidem.
- Sulfid zinečnatý ZnS je v čistém stavu bílá práškovitá látka, nerozpustná ve vodě, v čerstvém stavu rozpustná ve zředěných kyselinách. V přírodě se vyskytuje jako nerost sfalerit neboli blejno zinkové a wurtzit. Využívá se jako nátěrová barva známá pod názvem zinkové blejno a ve směsi se síranem barnatým pod názvem lithopon. Zvláštní modifikací sulfidu zinečnatého je tzv. Sidotovo blejno, které je výrazně luminiscenční a slouží jako základní látka pro světélkující nátěry hodinových ručiček a v podobných aplikacích. Sulfid zinečnatý se připraví srážením vodného roztoku zinečnaté soli sulfanem nebo alkalickým sulfidem.
- Chlorid zinečnatý ZnCl2 je bílá krystalická látka, dobře rozpustná ve vodě, methanolu, ethanolu, etheru, acetonu, glycerinu, pyridinu, anilinu a dalších organických rozpouštědlech, je značně hygroskopický. Stejně jako síran slouží jako impregnační prostředek pro ochranu dřeva před plísněmi a hnilobou. Používá se také při výrobě deodorantů, v lékařství, v tisku tkanin, při výrobě organických barviv a například při naleptávání kovů při pájení. V roztoku vytváří podvojné adiční i komplexní sloučeniny. Chlorid zinečnatý se připravuje rozpouštěním sulfidu zinečnatého, hydroxidu zinečnatého, uhličitanu zinečnatého, oxidu zinečnatého nebo zinkových odpadů v kyselině chlorovodíkové.
- Bromid zinečnatý ZnBr2 je bílá krystalická látka, dobře rozpustná ve vodě. V roztoku tvoří adiční, podvojné i komplexní sloučeniny. Připravuje se rozpouštěním hydroxidu zinečnatého, uhličitanu zinečnatého, oxidu zinečnatého nebo zinkových odpadů v kyselině bromovodíkové.
- Jodid zinečnatý ZnI2 je nažloutlá krystalická látka, dobře rozpustná ve vodě. Používá se v lékařství. V roztoku tvoří podvojné, adiční i komplexní sloučeniny. Připravuje se rozpouštěním hydroxidu zinečnatého, uhličitanu zinečnatého, oxidu zinečnatého nebo zinkových odpadů v kyselině jodovodíkové.
- Fluorid zinečnatý ZnF2 je bílá krystalická látka, špatně rozpustná ve vodě. Používá se ke konzervování dřeva. V roztoku tvoří podvojné, adiční i komplexní sloučeniny. Připravuje se rozpouštěním hydroxidu zinečnatého, uhličitanu zinečnatého, oxidu zinečnatého nebo zinkových odpadů v kyselině fluorovodíkové.
- Dusičnan zinečnatý Zn(NO3)2 je bílá krystalická látka, dobře rozpustná ve vodě. Vyskytuje se v podobě čtyř hydrátů. Připravuje se rozpouštěním hydroxidu zinečnatého, uhličitanu zinečnatého, oxidu zinečnatého nebo zinkových odpadů v kyselině dusičné.
- Síran zinečnatý ZnSO4 je bílá krystalická látka, dobře rozpustná ve vodě, známá také jako bílá skalice v podobě svého heptahydrátu síranu zinečnatého ZnSO4·7H2O. V přírodě se vyskytuje jako nerost goslarit. Síran zinečnatý slouží jako součást barviv pro potisk tkanin i přípravků pro impregnaci dřeva, k přípravě lithoponu, v galvanostegii, v lékařství a je základní látkou pro přípravu dalších zinečnatých sloučenin. Zředěné vodné roztoky této soli mají dezinfekční účinky. V roztoku vytváří síran zinečnatý adiční a podvojné sloučeniny. Připravuje se rozpouštěním hydroxidu zinečnatého, uhličitanu zinečnatého, oxidu zinečnatého nebo zinkových odpadů v kyselině sírové.
- Kyanid zinečnatý Zn(CN)2 je bílá práškovitá látka, nerozpustná ve vodě a lihu, snadno rozpustná v nadbytku kyanidu na kyanozinečnatan. Kyanid zinečnatý je látka bez chuti, ale jedovatá, přesto se v některých případech používá v lékařství. Kyanid zinečnatý se připravuje srážením roztoků zinečnatých solí alkalickým kyanidem.
- Uhličitan zinečnatý ZnCO3 je bílá práškovitá látka, nerozpustná ve vodě, rozpustná v zředěných roztocích kyselin. V přírodě se nachází jako nerost kalamín uhličitý neboli smithsonit a hydrozinkit. V roztoku je možno připravit různé zásadité uhličitany a z nich poté adiční, podvojné i komplexní sloučeniny. Uhličitan zinečnatý se připravuje srážením roztoků rozpustné zinečnaté soli roztokem alkalického uhličitanu.
- Křemičitan zinečnatý ZnSiO3 je bílá práškovitá látka, nerozpustná ve vodě. V přírodě se vyskytuje jako nerost willemit, troosit a kalamín křemičitý. Křemičitan zinečnatý se připravuje srážením roztoků rozpustné zinečnaté soli alkalickým uhličitanem.
- Hydrid zinečnatý ZnH2 je bílá krystalická látka, která se vodou a teplotou nad 90 °C rozkládá. S boranem a methylidem zinečnatým tvoří podvojné sloučeniny rozpustné v etheru. Hydrid zinečnatý se připravuje působením tetrahydridohlinitanu lithného na jodid zinečnatý nebo methylid zinečnatý.

### Komplexní sloučeniny
Tvorba komplexních anionů u zinku není tak výrazná jako u předchozích kovů 4. periody. Na rozdíl od předchozích kovů však velmi ochotně váže hydroxidové aniony a vytváří tak hydroxozinečnatanový anion a hydroxozinečnatany. Zinek tvoří naproti tomu velmi ochotně komplexní kationty, zejména s vodou a amoniakem. Zatímco aquakomplexy jsou výhradně oktaedrické, nepodařilo se doposud v roztoku připravit aminokomplex zinku s 6 komplexně vázanými molekulami amoniaku.
- Hydroxozinečnatany vznikají rozpouštěním zinku, oxidu zinečnatého nebo hydroxidu zinečnatého v nadbytečném množství alkalického hydroxidu. Jsou to bezbarvé sloučeniny nejčastěji složení M2I[Zn(OH)4] s tetraedrickým uspořádáním, ale existují i MI[Zn(OH)3] a M4I[Zn(OH)6].
- Amoniakáty zinku jsou bezbarvé komplexní sloučeniny, které vznikají rozpouštěním sloučenin zinku ve vodném roztoku amoniaku. Všechny tyto sloučeniny jsou velmi dobře rozpustné ve vodě a mají nejčastěji složení [Zn(NH3)2]2+ s rovinným uspořádáním a [Zn(NH3)4]2+ s tetraedrickým uspořádáním. Na suché cestě se podařilo připravit sloučeniny se složením [Zn(NH3)]2+, [Zn(NH3)5]2+ a [Zn(NH3)6]2+, tyto sloučeniny však za běžných podmínek odštěpují molekuly amoniaku.
- Kyanozinečnatanový anion je bezbarvý, dobře rozpustný ve vodě a má nejčastěji složení M2I[Zn(CN)4], ale existují i sloučeniny o složení MI[Zn(CN)3]. Roztoky kyanidu zinečnatého a měďného v nadbytečném alkalickém kyanidu slouží v galvanostegii k přípravě mosazných povlaků.

### Organické sloučeniny
- Octan zinečnatý Zn(C2H3O2)2 je bílá krystalická látka, rozpustná ve vodě, ve vodě se však částečně hydrolyticky štěpí. Používá se jako ochranný prostředek proti ohni, v lékařství jako kloktadlo a k omývání při kožních onemocněních. Octan zinečnatý se připravuje rozpouštěním oxidu zinečnatého v kyselině octové.
- Šťavelan zinečnatý ZnC2O4 je bílá krystalická látka, nerozpustná ve vodě, dobře rozpustná v nadbytku alkalického šťavelanu na rozpustné komplexní sloučeniny. Připravuje se srážením roztoku rozpustné zinečnaté soli kyselinou šťavelovou nebo alkalickým šťavelanem.

## Biologický význam

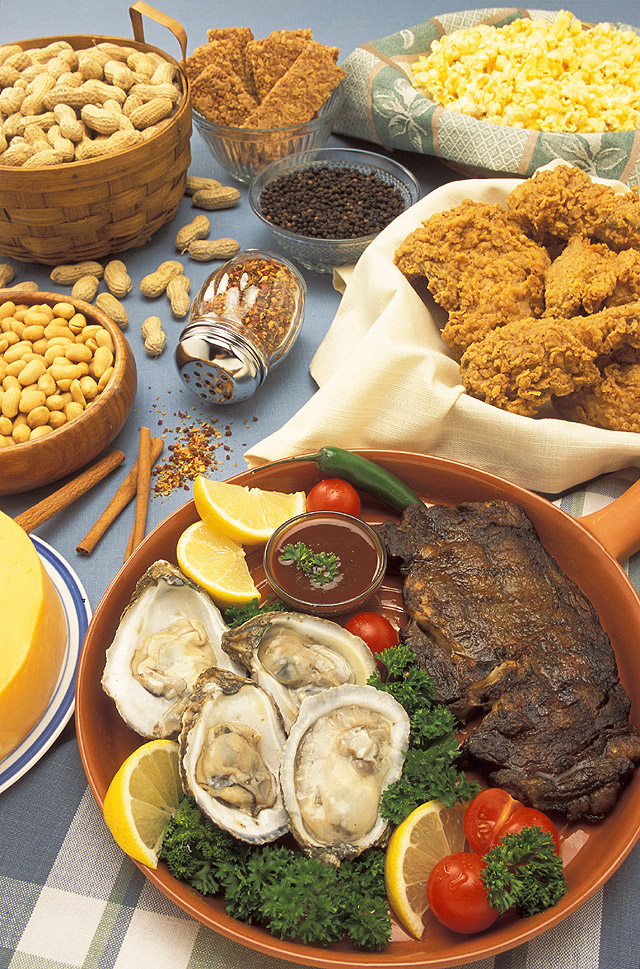
Jídlo a koření obsahující zinek

Zinek patří mezi prvky, které mají velmi významný vliv na správný vývoj všech živých organizmů rostlinných i živočišných. Přitom zinek není obsažen v živých tkáních ve vysokém množství – uvádí se, že tělo dospělého člověka obsahuje pouze přibližně 2 g zinku. Doporučená denní dávka zinku v lidské potravě se pohybuje mezi 15–25 mg prvku. Evropský úřad pro bezpečnost potravin (EFSA) stanovil maximální tolerovaný příjem zinku na 25 mg denně.
Přítomnost zinku v organizmu je nezbytnou podmínkou pro správné fungování řady enzymatických systémů – nejvýznamnější je patrně inzulínový. Přítomnost zinku v potravě je důležitá nejen v době růstu organizmu, kde jeho nedostatek vede k opožďování tělesného i duševního dospívání, ale i v dospělosti. Nedostatečné množství zinku v potravě totiž způsobuje nechtěný úbytek na váze, pomalé hojení ran, zhoršování paměti a smyslové poruchy – především zrakové, čichové. Zinek je přítomen v poměrně značném množství ve spermatu a jeho dostatek v potravě je podmínkou pro správný pohlavní vývoj i dokonalou funkci pohlavních orgánů mužů.
V potravě jsou hlavními zdroji zinku játra, tmavé maso, mléko, vaječné žloutky a mořští živočichové – především ústřice. Z rostlinných produktů jde především o celozrnné cereálie, fazole, ořechy a dýňová semena. Protože množství přijímaného zinku, obsaženého v živočišné potravě značně převyšuje objem zinku, který může být získán z rostlinné potravy, je důležité, aby přísní vegetariáni dbali o dostatečný příjem zinku především v případě těhotných žen, kde je doporučovaná dávka zinku na vysoké úrovni kolem 25 mg Zn/den.
Rostlinami je zinek přijímán z půdního roztoku pomocí fytometaloforů (podobně jako u železa). Jeho nedostatek způsobuje odumírání vzrostných vrcholů, nadbytek chlorózu.

## Doplněk stravy
Absorbovatelnost zinku z doplňků stravy u mladých lidí je v průměru 61,3 % u citronanu zinečnatého, 60,9 % u glukonátu zinečnatého a 49,9 % u oxidu zinečnatého. V případě oxidu zinečnatého se snižuje využitelnost v případě podání společně s jídlem. Podle jiného výzkumu je využitelnost zinku měřená koncentrací v plazmě ze glukonátu zinečnatého v intervalu 10–23 % a z oxidu zinečnatého 1,9–14,3 %.